# Basil Rathbone
Philip St. John Basil Rathbone (Johannesburg, 1892. június 13. – New York, 1967. július 21.) Tony-díjas brit színész. 
Élete során nemcsak londoni színpadokon és a Broadwayen, hanem a klasszikus Hollywood filmvásznán is hírnevet szerzett magának. Napjainkban neve főleg az általa 14 filmben és több mint 200 rádióadásban megtestesített Sherlock Holmesszal fűződik össze.

## Élete

### Fiatalkora
Basil Rathbone 1892. június 13-án a liverpooli Rathbone-család tagjaként született, mely családot a színész később John Galsworthy The Forsyte Sagajában szereplő családjához hasonlított. Apja Edgar Philip Rathbone, bányamérnök, aki az elsők közt érte el a klondike-i területet arany után kutatva. Anyja, Anna Barbara Rathbone (lánykori nevén George), ír hegedűművész, aki IV. Henrik leszármazottja volt.  Apja munkája miatt a család Rathbone születésekor Dél-Afrikában élt. Miután apját a búrok kémkedéssel vádolták, a család 1896-ban Nagy-Britanniába menekült. Húga, Beatrice szintén Johannesburgban, de öccse, John már Nagy-Britanniában született.
1906-tól 1910-ig Rathbone a Derbyshire-i Repton Schoolba járt, ahol könnyűatlétikában, labdarúgásban és krikettben emelkedett ki. Évekig a 440 yardos futásban 51 másodperces eredményével iskolai rekordtartó volt.  Bár amióta tízéves korában megírta első színdarabját, tudta, hogy a jövőjét a színpadon képzeli el, apja kedvéért a Liverpool London and Globe Insurance Companynál kezdett dolgozni. Egy év leteltével azonban jelentkezett unokatestvére, Sir Frank Benson színtársulatába, mely Nagy-Britanniában és Amerikában William Shakespeare műveivel lépett fel. Rathbone 1912. április 22-én lépett először színpadra.

### Első világháború
1916-ban Rathbone jelentkezett a London Scottish ezredhez ahol kitűnt a kíváló vezetöi tulajdonságaival. Így alhadnagyként áthelyezték a Liverpool Scottish 2. zászlóaljához. 1917 májusában Franciaországba vezényelték.  Itt fontos feladatai közé tartozott a hírszerzés, melynek módszereit a csapata által ellenőrzött területen forradalmasította. Ötlete abból állt, hogy az akkor használatos éjjeli felderítések helyett, melyek a sőtetben nehezen megbecsülhető távolságok miatt gyakran pontatlanok voltak, virradatkor aljnövényzetnek álcázva kússzanak ki a senkiföldjére, majd napfénynél tegyék meg a megfigyelésüket.  Az egyik így végrehajtott és kimondottan veszélyes bevetéséért, ahonnan sértetlenül hozta vissza beosztottjait, Military Cross-szal tüntették ki.  Öccse, John 1918-ban Franciaországban hősi halált halt, mely Rathbone-t nagy csapásként érte.  Édesanyját 1917-ben vesztette el. Saját véleménye szerint a családi tragédiát sem apja, sem húga nem tudták feldolgozni. Apja haláláig Rathbone-ba kapaszkodott, míg Beatrice, Rathbone unokája beszámolója szerint, apácának szerződött.

### Családi élete
1914 októberében Rathbone feleségül vette Marion Foremant, egy színésznőt, akivel együtt játszottak unokatestvére, Frank Benson színtársulatában. 1915 júliusában fiuk született, akit Dosztojevszkij Bűn és Bűnhődés című regénye főszereplője után Rodionnak neveztek. 
A háborúból hazatérve Rathbone házassága tönkrement, a pontos okokról nem kívánt nyilatkozni.  
A húszas évek kezdetén több kapcsolata is volt, köztük Joyce Carey, aki Rathbone Romeójához Juliát játszotta 1919-ben, és Eva Le Gallienne, aki Molnár Ferenc darabja, A Hattyú, amerikai bemutatásában Alexandrát játszotta. 
1923-ban, miközben A Hattyú-ban játszott, barátja, Clifton Webb unszolására Rathbone elment egy előkelő partyra, ahol találkozott Ouida Bergere-rel, aki akkoriban a Paramount híres forgatókönyvírója volt. A partyt weekendezés követte, ami alatt Rathbone beleszeretett Ouidába. Mivel bár mindketten külön éltek házastársuktól, de jogilag még házasok voltak, először be kellett nyújtaniuk a válópert.  Végül 1926. április 18-án egyik barátjuk elegáns New York-i appartmanjában házasodtak össze.  Rathbone fia Rodion a harmincas évek végen a párhoz költözött Hollywoodba, és apjával együtt két filmben is szerepelt. Ám egy vita Rodion és menyasszonya, Caroline Fisher esküvői szertartásával kapcsolatban újra szétválasztotta apát és fiát.  1939-ben Ouida és Basil Rathbone örökbefogadtak egy kislányt, Barbara Cynthia Rathbone-t. A második világháború alatt Ouida unokahúga, Ouida Branche, is velük élt.  A Ouidával kötött házasságának Rathbone halála vetett véget 1967. július 21-én, mikor New York-i lakásában váratlanul, szívinfarktus következtében eltávozott. Lánya, Cynthia csupán két évvel rá, 1969. június 4-én halt meg, harminc évesen.  Felesége, Ouida 1974-ben hunyt el.

## Színészi karrierje

### London és a Broadway
A háborúból visszatérve felkérték Rathbone-t, hogy a Shakespeare Summer Festivalon Rómeó, Cassius, illetve Lysander szerepeit vállalja el. Itt fedezte fel Constance Collier, színésznő, aki elhozta Londonba, hogy vele együtt a Peter Ibettson című színdarabban főszerepet játsszon. Zseniális alakításának köszönhetően Londonban nagy hírnévre tett szert. Itt a húszas évek elején további magas színvonalú darabokban mint a Maddame Sand, a Fedora, a IV Henrik, 2. rész, az Othello és az R.U.R, lépett fel.  A IV Henrik-beli fellépését az ifjú Laurence Olivier is látta, és dicsérő szavakkal illette a színészt:
Prince Hal. Oh, that magical Prince Hal, the most beautiful male I have ever laid eyes upon. His profile was that of a god, his figure pure Olympiad, his voice the most beautiful instrument I had yet heard, and even his name suggested the utmost in glamorous masculinity — Basil Rathbone.
1922-ben Gilbert Miller, színházi producer, elvitte Rathbonet az Államokba, hogy a Broadwayen Bíró Lajos és Lengyel Menyhért A cárnő című színdarabjában játsszon. Következő nagy siketét Molnár Ferenc A Hattyú-jának angol feldolgozásában aratta, melyben Ági tanár úr szerepében lehetett látni. A darab Amerikában óriási siker volt, és 528 előadást ért meg, amelynek része volt egy országos turné is. A húszas években főként szerelmes darabok főszereplőjeként kapott szerepet. Többek közt egy Captive című, a francia La Prisonniere-en alapuló színdarabban játszott, mely egy ifjú férj életének tönkremenetelét mutatja be, aki nem tudja, hogy fiatal felesége leszbikus, és legjobb barátja feleségével van viszonya. 1926-ban a darab szereplőit, köztük Rathbone-t is, letartóztatták, mivel a homoszexualitást megjelenítő darabot veszélyesnek tartották. 1929-ben Rathbone saját színdarabját, a Judas-t, melyet Walter Ferrisszel együtt írt, vitte a Broadway színpadára, saját maga által megtestesítve Júdást. Magát anglikán hívőnek vallva nem érezte lázítónak a darabot, több keresztény egyházi személy viszont sértőnek tartotta, hogy az előadás Júdás személyét mint főgonoszt megkérdőjelezte. Zsidó egyházak felől viszont pozitív visszajelzés érkezett, és több hívő ember is érdeklődve és megindultan beszélgetett vele az előadások után öltözőjében. Ennek ellenére a darab nem volt sikeres és csupán 12 előadást ért meg.

### Hollywood
Bár Rathbone néhány némafilmben is játszott, csak a hangrögzítés feltalálása keltette fel igazán érdeklődését a filmek iránt. Így 1929-ben megszerezte a férfi főszerepet a The Last of Mrs. Cheyney című romantikus vígjátékban, mely nagy siker volt, és jóval növelte az eddig csak színházi körökben ismert hírnevét. 1930-tól 1933-ig szerelmes filmek főszereplőjeként volt látható, kivételt csak a The Bishop Murder Case, ahol Philo Vance-t, egy amerikai nyomozót játszott, illetve a Loyalties képeztek, amelyben egy kiközösített zsidót testesített meg.
1933 és 1934 között újra elbúcsúzott a filmvászontól, hogy Katherine Cornell-lel három darabbal, többek közt a Rómeó és Júliával, illetve egy Elizabeth Barrett Browning életét bemutató színdarabbal (The Barretts of Wimpole Street) turnézhasson az Államokban.
Amikor visszahívták Hollywoodba, drámaian megváltozott az általa játszott szerepek karaktere. David Copperfield 1935-ös filmváltozatában David kegyetlen mostohaapjaként zseniális alakítást nyújtott, aminek köszönhetően a nézők negatív főhős szerepében szerették volna látni. Így olyan híres szerepeket játszott, mint Alexej Karenin az Anna Kareninában, a gyermekgyilkos Marquis Dickens az A Tale of Two Cities megfilmesítésében, Tybalt a Rómeó és Júliában, Sir Guy of Gisbourne a Robin Hood kalandjaiban, vagy a gonosz Captain Estaban az 1940-es Zorro filmben. Ezekkel a negatív karakterekkel olyan szorosan azonosították, hogy elbeszélése szerint féltek az emberek beszállni vele egy liftbe. Rathbone különösen a jelmezes filmekben tűnt ki, hiszen sokan Hollywood legjobb vívójának tartották, mivel Fred Cavens, profi filmkardmester tanítványa volt.  Különösen az Errol Flynn ellen vívott harcok (Blood kapitány és Robin Hood kalandjai) maradtak meg az akkori, illetve a mai nézők emlékezetében.
Filmjeiben Errol Flynn mellett más világhírü partnerekkel is játszott együtt, mint például Greta Garbo (Anna Karenina), Leslie Howard (Rómeó és Júlia), Marlene Dietrich (Allah kertje), David Niven (pl. The Dawn Patrol), Pola Negri (A Woman Commands), Lugosi Béla (pl. Son of Frankenstein), Norma Shearer (pl. The Last of Mrs. Cheyney), Olivia de Havilland (pl. Robin Hood kalandjai), és a későbbiekben Ida Lupino (The Adventures of Sherlock Holmes), Humphrey Bogart és Peter Ustinov (We're No Angels).
Ez idő alatt nyerte el hírnevét mint „Host of Hollywood”, mivel feleségével több nagy és innovatív estélyt rendeztek, melyekre rendszerint híres és előkelő vendégek voltak meghívva. Rathbone ugyan nem élvezte a nagy partikat és inkább szerette nyugodtan tölteni az estéit és többször is ellenezte a fenti elnevezést, de támogatta a feleségét, hogy megvalósíthassa kreatív ötleteit.
1936-ban és 1938-ban mint legjobb mellékszereplőt Academy Awardra jelölték. Mindkét alkalommal Walter Brennan ellen veszített.
Bár a vívójeleneteket nagyon élvezte, Rathbone szeretett volna megszabadulni a gonosztevő stigmájától, és mint a színházban, a filmvásznon is különböző típusú karaktereket alakítani. Így amikor felkérték, hogy Arthur Conan Doyle A Sátán kutyája című regénye megfilmesítésében Sherlock Holmesot játssza, boldogan elfogadta a szerepet. Alakítása olyan sikeres volt hogy további 13 filmben, először továbbra is a 20th Century Foxnál, majd a Universal által a negyvenes évekbe repített változatokban is a híres detektívet játszotta.  Később megbánta, hogy neve íly szorosan fűződik össze Sherlock Holmesszal, mivel emiatt más műfajú filmekben sok jó szerepet vesztett el. Így 1946-ban otthagyta Holmesot, és visszatért a Broadway színpadára.
1948-ban a The Heiress című színdarabbéli alakításáért Tony-díjjal tüntették ki.

### Utolsó évei
Az 50-es és 60-as években Rathbone mind színházban mind a filmvásznon aktiv volt. Színpadi sikerei közé tartozott többek között Archibald MacLeish J.B. című darabjában nyújtott alakítása. 1953-ban úgy döntött, hogy visszatér Sherlock Holmeshoz, egy a felesége, Ouida által írt színdarabban. Bár Arthur Conan Doyle fiának, Adrian Doylenak nagyon tetszett a darab, nem aratott sikert és anyagi veszteségekkel járt.
Mozifilmjeiben főleg vígjátékokban dolgozott, melyek eddigi alakításait figurázták ki. Komoly anyagi gondjai miatt rosszabb szerepeket is el kellett fogadnia, így olcsó horrorfilmeken is dolgozott. Ezenkívül több színvonalas tévéfilmben is szerepelt és folytatta a fellépéseit a rádióban, illetve lemezfelvételeket készített.
1963. április 30-án Rathbone John F. Kennedy és felesége, valamint Luxemburg nagyhercegnője előtt tartott felolvasást, amelyben versek mellett a St. Crispin-napi beszédet adta elő Shakespeare V Henrik-jéből.
Ezenkívül egyszemélyes előadásával, az An Evening with Basil Rathbone-nal turnézott az Államokban, Argentinában, Braziliában, Peruban és Mexikóban. Olvasóestéit sok egyetemre is elvitte, mert fontosnak tartotta, hogy elérje a fiatalságot, és felhívja figyelmüket az igényes időtöltés fontosságára.
Egyik utolsó filmjét Mexikóban forgatta, mely színésztársa, John Carradine szerint a halálához vezetett, mivel hegyi betegséget kapott a munkálatok során.

## Filmográfia
| Év                 | Eredeti cím                             | Magyar cím                    | Szerep                             | Megjegyzés                                      |
| ------------------ | --------------------------------------- | ----------------------------- | ---------------------------------- | ----------------------------------------------- |
| 1921               | Innocent                                |                               | Amadis de Jocelyn                  |                                                 |
| 1921               | The Fruitful Vine                       |                               | Don Cesare Carelli                 |                                                 |
| 1923               | The School for Scandal                  |                               | Joseph Surface                     |                                                 |
| 1923               | The Loves of Mary, Queen of Scots       |                               |                                    |                                                 |
| 1924               | Trouping with Ellen                     |                               | Tony Winterslip                    |                                                 |
| 1925               | The Masked Bride                        |                               | Antoine                            |                                                 |
| 1926               | The Great Deception                     |                               | Rizzio                             |                                                 |
| 1929               | The Last of Mrs. Cheyney                |                               | Lord Arthur Dilling                |                                                 |
| 1930               | The Bishop Murder Case                  |                               | Philo Vance                        |                                                 |
| 1930               | This Mad World                          |                               | Paul Parisot                       |                                                 |
| 1930               | A Notorious Affair                      |                               | Paul Gherardi                      |                                                 |
| 1930               | The Flirting Widow                      |                               | Colonel John "Johnny" Vaughn-Smith |                                                 |
| 1930               | The Lady of Scandal                     |                               | Edward, Duke of Warrington         |                                                 |
| 1930               | The Lady Surrenders                     |                               | Carl Vandry                        |                                                 |
| 1930               | Sin Takes a Holiday                     |                               | Reginald "Reggie" Durant           |                                                 |
| 1932               | A Woman Commands                        |                               | Capt. Alex Pastitsch               |                                                 |
| 1932               | After the Ball                          |                               | Jack Harrowby                      |                                                 |
| 1933               | One Precious Year                       |                               | ?                                  |                                                 |
| 1933               | Loyalties                               |                               | Ferdinand de Levis                 |                                                 |
| 1935               | David Copperfield                       |                               | Edward Murdstone                   |                                                 |
| 1935               | Anna Karenina                           | Anna Karenina                 | Alekszej Alexandrovics Karenin     |                                                 |
| 1935               | The Last Days of Pompeii                |                               | Pontius Pilatus                    |                                                 |
| 1935               | A Feather in Her Hat                    |                               | Captain Randolph Courtney          |                                                 |
| 1935               | Kind Lady                               |                               | Henry Abbott                       |                                                 |
| 1935               | A Tale of Two Cities                    |                               | Marquis St. Evremonde              |                                                 |
| 1935               | Captain Blood                           | Blood kapitány                | Levasseur                          |                                                 |
| 1936               | Private Number                          |                               | Thomas Wroxton                     |                                                 |
| 1936               | Romeo and Juliet                        | Rómeó és Júlia                | Tybalt                             | Oscar-díj jelölés: legjobb férfi mellékszereplő |
| 1936               | The Garden of Allah                     | Allah kertje                  | Ferdinand Anteoni                  |                                                 |
| 1937               | Love from a Stranger                    |                               | Gerald Lovell                      |                                                 |
| 1937               | Confession                              |                               | Michael Michailow                  |                                                 |
| 1937               | Make a Wish                             |                               | Johnny Selden                      |                                                 |
| 1937               | Tovarich                                |                               | Dimitri Gorotchenko                |                                                 |
| 1938               | The Adventures of Marco Polo            |                               | Ahmed                              |                                                 |
| 1938               | The Adventures of Robin Hood            | Robin Hood kalandjai          | Sir Guy of Gisbourne               |                                                 |
| 1938               | If I Were King                          |                               | King Louis XI                      | Oscar-díj jelölés: legjobb férfi mellékszereplő |
| 1938               | The Dawn Patrol                         |                               | Major Brand                        |                                                 |
| 1939               | Son of Frankenstein                     |                               | Báró Wolf von Frankenstein         |                                                 |
| 1939               | The Hound of the Baskervilles           | A sátán kutyája               | Sherlock Holmes                    |                                                 |
| 1939               | The Sun Never Sets                      |                               | Clive Randolph                     |                                                 |
| 1939               | The Adventures of Sherlock Holmes       |                               | Sherlock Holmes                    |                                                 |
| 1939               | Rio                                     |                               | Paul Reynard                       |                                                 |
| 1939               | Tower of London                         |                               | III Richárd                        |                                                 |
| 1940               | Rhythm on the River                     |                               | Oliver Courtney                    |                                                 |
| 1940               | The Mark of Zorro                       |                               | Esteban Pasquale                   |                                                 |
| 1941               | The Mad Doctor                          |                               | Dr. George Sebastian               |                                                 |
| 1941               | The Black Cat                           |                               | Montague Hartley                   |                                                 |
| 1941               | International Lady                      |                               | Reggie Oliver                      |                                                 |
| 1941               | Paris Calling                           |                               | Andre Benoit                       |                                                 |
| 1942               | Fingers at the Window                   |                               | Cesar Ferrari/ Dr. H. Santelle     |                                                 |
| 1942               | Crossroads                              |                               | Henri Sarrou                       |                                                 |
| 1942               | Sherlock Holmes and the Voice of Terror |                               | Sherlock Holmes                    |                                                 |
| 1942               | Sherlock Holmes and the Secret Weapon   |                               | Sherlock Holmes                    |                                                 |
| 1943               | Sherlock Holmes in Washington           |                               | Sherlock Holmes                    |                                                 |
| 1943               | Above Suspicion                         |                               | Sig von Aschenhausen               |                                                 |
| 1943               | Sherlock Holmes Faces Death             |                               | Sherlock Holmes                    |                                                 |
| 1943               | Crazy House                             |                               | Sherlock Holmes                    |                                                 |
| 1943               | The Spider Woman                        |                               | Sherlock Holmes                    |                                                 |
| 1944               |                                         |                               |                                    |                                                 |
| Bathing Beauty     |                                         | George Adams                  |                                    |                                                 |
| The Pearl of Death |                                         | Sherlock Holmes               |                                    |                                                 |
| The Scarlet Claw   |                                         | Sherlock Holmes               |                                    |                                                 |
| Frenchman's Creek  |                                         | Lord Rockingham               |                                    |                                                 |
| 1945               | The House of Fear                       |                               | Sherlock Holmes                    |                                                 |
| 1945               | The Woman in Green                      |                               | Sherlock Holmes                    |                                                 |
| 1945               | Pursuit to Algiers                      |                               | Sherlock Holmes                    |                                                 |
| 1946               | Terror by Night                         |                               | Sherlock Holmes                    |                                                 |
| 1946               | Heartbeat                               |                               | Professor Aristide                 |                                                 |
| 1946               | Dressed to Kill                         |                               | Sherlock Holmes                    |                                                 |
| 1949               | The Adventures of Ichabod and Mr. Toad  | Ichabod és Mr. Toad kalandjai | narrátor                           |                                                 |
| 1954               | Casanova's Big Night                    |                               | Lucio / narrátor                   |                                                 |
| 1955               | We're No Angels                         | Nem vagyunk angyalok          | Andre Trochard                     |                                                 |
| 1955               | The Court Jester                        | Udvari bolond                 | Sir Ravenhurst                     |                                                 |
| 1956               | The Black Sleep                         |                               | Sir Joel Cadman                    |                                                 |
| 1958               | The Last Hurrah                         |                               | Norman Cass                        |                                                 |
| 1961               | Mystic Prophecies and Nostradamus       |                               | narrátor                           |                                                 |
| 1962               | The Magic Sword                         |                               | Lodac                              |                                                 |
| 1962               | Ponzio Pilato                           |                               | Kajafás                            |                                                 |
| 1962               | Tales of Terror                         |                               | Carmichael                         |                                                 |
| 1962               | Two Before Zero                         |                               | narrátor                           |                                                 |
| 1963               | The Comedy of Terrors                   |                               | John F. Black                      |                                                 |
| 1965               | Voyage to the Prehistoric Planet        |                               | Prof. Hartman                      |                                                 |
| 1966               | Queen of Blood                          |                               | Dr. Farraday                       |                                                 |
| 1966               | The Ghost in the Invisible Bikini       |                               | Reginald Ripper                    |                                                 |
| 1967               | Hillbillys in a Haunted House           |                               | Gregor                             |                                                 |
| 1968               | Autopsia de un fantasma                 |                               | Canuto Perez                       |                                                 |

## Díjak, jelölések
- Oscar-díj
  - 1936 jelölés: legjobb férfi mellékszereplő (Rómeó és Júlia)
  - 1938 jelölés: legjobb férfi mellékszereplő (If I Were King)
- Tony-díj
  - 1948 díj: legjobb férfi főszereplő (The Heiress)
- Hollywood Walk of Fame
  -  Csillag a Hollywood Walk of Fame-en (film)[32]
  -  Csillag a Hollywood Walk of Fame-en (tévé)[32]
  -  Csillag a Hollywood Walk of Fame-en (rádió)[32]